# Conseiller des affaires étrangères du cadre d'Orient
Les conseillers des affaires étrangères du cadre d'Orient sont des hauts fonctionnaires français appartenant au corps des conseillers des affaires étrangères, également composé des conseillers des affaires étrangères du cadre général, recrutés parmi les anciens élèves de l'ENA. Les conseillers du cadre d'Orient sont eux recrutés par le biais d'un concours spécifique organisé par le ministère des Affaires étrangères.

## Activités
Le métier de base des conseillers des affaires étrangères (cadre d'Orient ou cadre général) est celui de conseiller-négociateur. Ils exercent leurs fonctions dans les postes à l'étranger comme à l'administration centrale. Ils débutent en qualité d'expert (d'un dossier ou d'un pays) puis, après quelques années, accèdent à des responsabilités d'encadrement (sous-directeur géographique par exemple).
Le corps des conseillers des affaires étrangères constitue le vivier du recrutement des ambassadeurs français. Traditionnellement, les énarques étaient orientés vers les ambassades occidentales, et les ambassadeurs du Cadre d'Orient attribués aux dossiers asiatiques ou arabes.

## Recrutement
Les conseillers des affaires étrangères du cadre d'Orient sont, contrairement à leurs homologues du cadre général, recrutés par un concours spécifique organisé par le ministère des Affaires étrangères. Le maintien d'un concours spécifique se justifie par la volonté du ministère de disposer d'experts de haut niveau sur des zones géographiques précises, ce que le recrutement par la voie de l'ENA ou de l'INSP ne permet pas d'obtenir. Ainsi, une part importante du concours est consacré à la civilisation d'expertise des candidats et à la langue qui y correspond. La maîtrise d'une langue rare est un prérequis pour passer le concours.
L'emploi de conseiller des affaires étrangères du cadre d'Orient est accessible en concours externe (trois places en 2009, trois places en 2013) ou en concours interne (trois places en 2009, quatre places en 2013).
Les candidats étaient, jusqu'en 2024, divisés en trois sections et devaient présenter l'une des trois langues possibles dans leur section :
- la section Europe orientale et Asie centrale (russe, persan, turc) ;
- la section Asie méridionale et Extrême-Orient (chinois, hindi, japonais) ;
- la section Maghreb, Moyen-Orient, Afrique (arabe littéral, haoussa, hébreu, mandingue, swahili).

Désormais les candidats au concours de secrétaires des affaires étrangères voie Orient sont, depuis 2025, divisés en 4 sections avec la création d'une section Afrique à part entière :
- Europe orientale et Asie centrale : russe, turc ;
- Asie méridionale et Extrême-Orient : chinois (mandarin), hindi, japonais ;
- Maghreb, Moyen-Orient : arabe littéral, hébreu, persan ;
- Afrique : haoussa, mandingue, peul, swahili, wolof.

D'autres langues — allemand, amharique, arabe littéral, arabe maghrébin, arabe oriental, birman, bulgare, cambodgien, chinois (cantonais), chinois (mandarin), coréen, espagnol, grec, haoussa, hébreu, hindi, hongrois, italien, japonais, laotien, malais-indonésien, malgache, mandingue, néerlandais, norvégien, ourdou, pashtou, persan, peul, polonais, portugais, roumain, russe, serbo-croate, suédois, swahili, tchèque, thaï,
turc ou vietnamien — peuvent être présentées à l'oral comme épreuve complémentaire à option.

### Épreuves d'admissibilité du concours externe
- Composition portant sur l'évolution générale politique, économique, sociale et culturelle ainsi que sur le mouvement des idées du monde contemporain (coefficient 3, durée 5 heures)
- Composition portant sur les questions internationales ou note de droit public (coefficient 3, 5 heures)
- Note de questions économiques (coefficient 3, 5 heures)
- Civilisation de la section choisie (coefficient 3, 5 heures)
- Anglais (coefficient 2, 3 heures ; une note inférieure à 10/20 est éliminatoire) :
  - composition en anglais à partir d'une question, rédigée en anglais, liée à l'actualité ;
  - traduction en français d'un texte rédigé en anglais ;
- Langue obligatoire de la section choisie (coefficient 2, 3 heures ; une note inférieure à 10/20 est éliminatoire) :
  - composition à partir d'une question, rédigée dans la langue choisie, liée à l'actualité ;
  - traduction en français d'un texte rédigé dans la langue choisie.

S'ajoute à ces épreuves obligatoires une épreuve facultative de gestion des entreprises (durée 4 heures et coefficient 1 ; seuls comptent les points au-dessus de 10/20).

### Épreuves d'admission du concours interne
- Entretien avec le jury (coefficient 5, 45 minutes)
- Civilisation de la section choisie (coefficient 2, 30 minutes)
- Épreuve à option : matière non choisie à l'épreuve à option de l'admissibilité (coefficient 2, 30 minutes)
- Questions communautaire (coefficient 2, 30 minutes)
- Anglais (coefficient 2, 30 minutes)
- Langue de la section choisie (coefficient 2, 30 minutes)
- Épreuve de langue facultative : langue complémentaire appartenant à la section choisie (coefficient 1, 20 minutes)

### Statistiques
- Au titre de l'année 2008 : 176 inscrits, trois postes en interne, trois postes en externes,
- Au titre de l'année 2009 : 42 candidats présents pour trois postes en interne (deux admis), 64 candidats présents pour trois postes en externe (quatre admis)[2],
- Au titre de l'année 2010 : 30 candidats présents pour trois postes en interne, 96 candidats présents pour trois postes en externe[2],
- Au titre de l'année 2011 : XX candidats présents pour six postes en interne, XX candidats présents pour six postes en externe[3],
- Au titre de l'année 2012 : 32 candidats présents pour trois postes en interne (deux admis), 102 candidats présents pour trois postes en externe (quatre admis)[4],
- Au titre de l'année 2013 : 32 candidats présents pour trois postes en interne, 81 candidats présents pour trois postes en externe[4],
- Au titre de l'année 2014 : 83 candidats présents pour trois postes en externe, 30 présents pour quatre postes en interne[5]
- Au titre de l'année 2015 : 85 candidats présents pour trois postes en externe, 43 présents pour quatre postes en interne[5]
- Au titre de l'année 2016 : trois postes en interne, quatre postes en externe[6].
- Au titre de l'année 2019 : à pourvoir trois postes en interne, quatre postes en externe[7] : 303 inscriptions — 78 candidats présents en interne (aucun admis) et 72 en externe (4 admis)[8]

## Carrière
La carrière des conseillers des affaires étrangères du cadre d'Orient commence par une formation de quatre mois à l'Institut diplomatique et consulaire (première promotion en 2010). Les conseillers stagiaires sont ensuite affectés à un service du ministère en administration centrale pour trois ans. En règle générale, ils occupent des postes de rédacteur politique au sein de la direction générale des affaires politiques. Les conseillers stagiaires sont titularisés après une année de stage.
Une fois achevée les trois premières années à Paris, les conseillers des affaires étrangères sont envoyés en poste diplomatique afin d'y exercer les fonctions de secrétaire, puis conseiller d'ambassade. Les conseillers du cadre d'Orient sont généralement affectés dans un pays qui correspond à leur zone de spécialisation.
La carrière des conseillers des affaires étrangères évolue ensuite rapidement vers des postes de responsabilité, en ambassade ou en administration centrale (consul, consul général, numéro deux d'ambassade, ambassadeur, directeur d'administration centrale). Qu'ils soient du cadre général ou du cadre d'Orient, ils peuvent être promus au grade de ministre plénipotentiaire.